# Пратт Грейторекс, Элиза
Элиза Пратт Грейторекс (англ. Eliza Pratt Greatorex; 25 декабря 1819, Манорхамилтон, Коннахт — 9 февраля 1897, Париж) — американская художница ирландского происхождения, член группы Школа реки Гудзон.
Известна своими пейзажными картинами, несколькими сериями рисунков пером и тушью, а также офортов, которые были опубликованы в виде книг. Стала второй женщиной, избранной членом Национальной академии дизайна после Энн Холл.

## Биография
Родилась 25 декабря 1819 года в Манорхамилтоне графства Литрим в семье Джеймса Калкотта Пратта, методистского священника. Семья переехала в Нью-Йорк в 1840 году, где в 1849 году она вышла замуж за музыканта Генри Веллингтона Грейторекса. У них было трое детей: две дочери: Элизабет Элеонора и Кэтлин Онора, обе стали художницами, и сын Томас, который поселился в Колорадо. Смертельно раненный во время ссоры в Силвертоне, он скончался в Дуранго в 1880 году.
В 1854—1856 годах Элиза училась живописи у художников: Уильяма Уотерспуна, а также братьев Джеймса и Уильяма Харт в Нью-Йорке. В 1855 году она уже начала выставлять свои эскизы. После того, как Элиза в 1858 году овдовела, она целиком отдала себя искусству. Впоследствии поддерживала свою семью за счёт помощи своих братьев и сестёр, а также продажи своих работ и преподавания в течение пятнадцати лет в школе для девочек.
В 1861—1862 годах Элиза Грейторекс училась во Франции у художника Эмиля Ламбине. В 1870 году она поехала со своими дочерьми в Германию, там они учились в мюнхенской Пинакотеке. В 1872 году Грейторекс опубликовала «The Homes of Oberammergau» — отчет о её трёхмесячном визите в деревню, иллюстрированный двадцатью гелиотипами, выполненными пером и тушью. Недовольная коммерческими успехом своих работ, она поехала в Париж учиться гравюре у Шарля Анри Туссена. Вместе с дочками приобрела в городе Море-сюр-Луан жилой дом Les Ramparts, где американский скульптор Джордж Грей Барнард арендовал у них студию. Дочери Элизы Грейторекс подружились с художником-импрессионистом Альфредом Сислеем: обнищавший на момент своей смерти художник в 1899 году был похоронен на семейном участке Грейторекс на кладбище города Море-сюр-Луан.
Умерла 9 февраля 1897 года в Париже. Была похоронена на семейном участке кладбища в Море-сюр-Луан.

## Творчество
Элиза Пратт Грейторекс известна как художница-пейзажистка Школы реки Гудзон, часто работала на пленэре. Через несколько лет художественная практика Грейторекс перешла от живописи к эскизам пером и тушью, которые она превратила в офорты. Экспериментируя с новыми методами печати, художница опубликовала многие из своих изображений в виде книг.

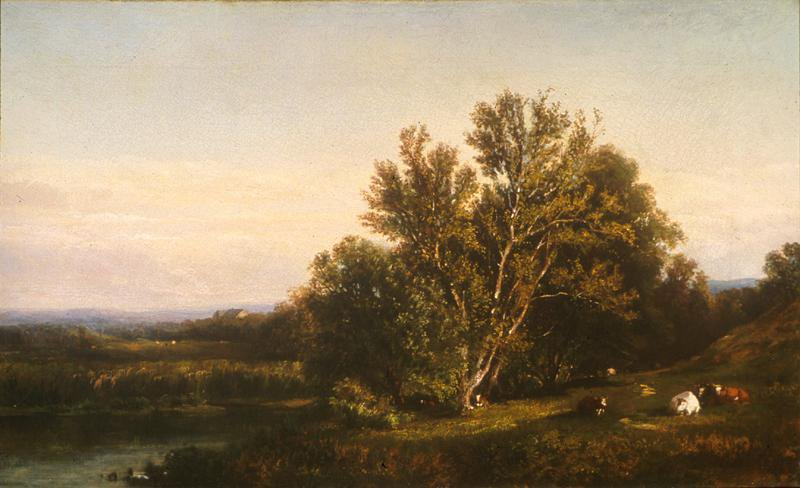
Элиза Пратт Грейторекс
«Пейзаж возле Грэгсмура»

Во время нескольких поездок в Европу в 1860-х и 1870-х годах она посетила Германию, Австрию и Италию. Летом 1873 года она отправилась в Скалистые горы со своими дочками и опубликовала серию офортов о своем пребывании в Колорадо; предисловие к изданию было написано американской писательницей Сарой Джейн Липпинкотт.
В 1875 году, в преддверии столетнего юбилея Америки, Грейторекс опубликовала книгу «Old New York from the Battery to Bloomingdale» с рисунками исторических зданий, снесенных во время застройки Манхэттена после Гражданской войны, с комментариями её сестры Матильды Деспард и предисловием Уильяма Каллена Брайанта. Эскизы из этой серии вместе с избранными картинами были выставлены на Всемирной выставке 1876 года в Филадельфии.
В 1868 году художница была избрана членом Национальной академии дизайна, став второй женщиной, получившей это признание после Энн Холл, которая умерла шестью годами ранее. Элиза Грейторекс являлась также членом Общества фонда художников Нью-Йорка, принадлежала к кругу феминисток, вместе с художником Эдвардом Ламсоном Генри помогала основать художественную колонию в Грагсмуре недалеко от Элленвилля, штат Нью-Йорк.
В 1870-х и 1880-х годах она часто выставляла свои работы в Парижском салоне, Национальной академии дизайна, а также на площадках Вашингтона и Бостона.
Работы Элизы Грейторекс в 2010году были включены в выставку, организованную Национальным историческим музеем Томаса Коула и галерей Hawthorne Fine Art gallery под названием «Remember the Ladies: Women of the Hudson River School».